# Pseudoliparis amblystomopsis
Pseudoliparis amblystomopsis är en fiskart som först beskrevs av Andriashev, 1955.  Pseudoliparis amblystomopsis ingår i släktet Pseudoliparis och familjen Liparidae. Inga underarter finns listade i Catalogue of Life.